# UEFA Champions League 2021–22
UEFA Champions League 2021–22 là mùa giải thứ 67 của giải đấu bóng đá cấp câu lạc bộ hàng đầu châu Âu do UEFA tổ chức, và là mùa giải thứ 30 kể từ khi giải được đổi tên từ Cúp C1 châu Âu thành UEFA Champions League.
Real Madrid đánh bại Liverpool 1–0 trong trận chung kết được diễn ra tại Stade de France ở Saint-Denis, Pháp để có kỷ lục 14 danh hiệu, và là lần thứ năm trong 9 năm qua. Trận chung kết ban đầu dự kiến được diễn ra tại Sân vận động Allianz ở Munich, Đức. Tuy nhiên, do việc hoãn và dời địa điểm của trận chung kết năm 2020, các địa điểm đăng cai trận chung kết bị dời lại một năm, với Sankt-Peterburg thay vào đó dự kiến tổ chức trận chung kết năm 2022. Do cuộc xâm lược Ukraina của Nga, trận chung kết được chuyển đến Saint-Denis. Với tư cách là đội vô địch, Real Madrid tự động lọt vào vòng bảng UEFA Champions League 2022–23 và giành quyền thi đấu với Eintracht Frankfurt, đội vô địch của UEFA Europa League 2021-22 trong trận Siêu cúp châu Âu 2022. Chelsea là đương kim vô địch, nhưng đã bị Real Madrid loại ở vòng tứ kết
Mùa giải này là lần đầu tiên kể từ 1998-99 (mùa giải cuối cùng UEFA Cup Winners' Cup được diễn ra) mà UEFA tổ chức ba giải đấu lớn cấp câu lạc bộ châu Âu (UEFA Champions League, UEFA Europa League và giải đấu mới được hình thành UEFA Europa Conference League). Tuy nhiên, không có sự thay đổi về thể thức của Champions League, ngoại trừ việc các đội bị loại từ vòng sơ loại và vòng loại thứ nhất của Champions League được chuyển qua Europa Conference League thay vì Europa League.
Vào ngày 24 tháng 6 năm 2021, UEFA chấp thuận đề xuất bỏ luật bàn thắng sân khách khỏi tất cả các giải đấu cấp câu lạc bộ UEFA, vốn đã tồn tại từ năm 1965. Theo đó, nếu ở thể thức hai lượt, hai đội có tổng tỉ số bằng nhau, đội thắng của cặp đấu không còn được xác định bằng số bàn thắng sân khách ghi được bởi mỗi đội mà sẽ bước vào 30 phút của hiệp phụ và nếu hai đội ghi số bàn thắng bằng nhau ở hiệp phụ, đội thắng được xác định bằng loạt sút luân lưu.

## Phân bố đội của hiệp hội
Tổng cộng có 80 đội từ 54 trong số 55 hiệp hội thành viên UEFA tham dự UEFA Champions League 2021–22 (ngoại trừ Liechtenstein,[Note LIE] do không tổ chức giải vô địch quốc gia). Thứ hạng hiệp hội dựa trên hệ số hiệp hội UEFA được sử dụng để xác định số đội tham dự cho mỗi hiệp hội:
- Các hiệp hội 1–4 có 4 đội lọt vào.
- Các hiệp hội 5–6 có 3 đội lọt vào.
- Các hiệp hội 7–15 có 2 đội lọt vào.
- Các hiệp hội 16–55 (trừ Liechtenstein)[Note LIE] có 1 đội lọt vào.
- Đội vô địch của UEFA Champions League 2020-21 và UEFA Europa League 2020-21 đều được nhận 1 suất tham dự bổ sung nếu họ không lọt vào UEFA Champions League 2021–22 thông qua giải vô địch quốc gia của họ. Tuy nhiên, đội đương kim vô địch Champions League đã có suất thông qua giải vô địch quốc gia, nghĩa là suất tham dự bổ sung cho đội đương kim vô địch Champions League là không cần thiết cho mùa giải này.

### Thứ hạng hiệp hội
Đối với UEFA Champions League 2021–22, các hiệp hội được phân bố vị trí dựa theo hệ số hiệp hội UEFA năm 2020, tính đến thành tích của họ ở các giải đấu châu Âu từ mùa giải 2015-16 đến 2019-20.
Ngoài việc phân bố dựa trên hệ số hiệp hội, các hiệp hội có thể có thêm đội tham dự Champions League, như được ghi chú dưới đây:
- (UCL) – Suất bổ sung cho đội đương kim vô địch UEFA Champions League
- (UEL) – Suất bổ sung cho đội đương kim vô địch UEFA Europa League

| Hạng | Hiệp hội     | Hệ số   | Số đội | Ghi chú  |
| ---- | ------------ | ------- | ------ | -------- |
| 1    | Tây Ban Nha  | 102.283 | 4      | +1 (UEL) |
| 2    | Anh          | 90.462  | 4      |          |
| 3    | Đức          | 74.784  | 4      |          |
| 4    | Ý            | 70.653  | 4      |          |
| 5    | Pháp         | 59.248  | 3      |          |
| 6    | Bồ Đào Nha   | 49.449  | 3      |          |
| 7    | Nga          | 45.549  | 2      |          |
| 8    | Bỉ           | 37.900  | 2      |          |
| 9    | Ukraina      | 36.100  | 2      |          |
| 10   | Hà Lan       | 35.750  | 2      |          |
| 11   | Thổ Nhĩ Kỳ   | 33.600  | 2      |          |
| 12   | Áo           | 32.925  | 2      |          |
| 13   | Đan Mạch     | 29.250  | 2      |          |
| 14   | Scotland     | 27.875  | 2      |          |
| 15   | Cộng hòa Séc | 27.300  | 2      |          |
| 16   | Síp          | 26.750  | 1      |          |
| 17   | Thụy Sĩ      | 26.400  | 1      |          |
| 18   | Hy Lạp       | 26.300  | 1      |          |
| 19   | Serbia       | 25.500  | 1      |          |

| Hạng | Hiệp hội      | Hệ số  | Số đội | Ghi chú    |
| ---- | ------------- | ------ | ------ | ---------- |
| 20   | Croatia       | 24.875 | 1      |            |
| 21   | Thụy Điển     | 22.750 | 1      |            |
| 22   | Na Uy         | 21.750 | 1      |            |
| 23   | Israel        | 19.625 | 1      |            |
| 24   | Kazakhstan    | 19.250 | 1      |            |
| 25   | Belarus       | 18.875 | 1      |            |
| 26   | Azerbaijan    | 18.750 | 1      |            |
| 27   | Bulgaria      | 17.375 | 1      |            |
| 28   | Romania       | 16.700 | 1      |            |
| 29   | Ba Lan        | 16.625 | 1      |            |
| 30   | Slovakia      | 15.875 | 1      |            |
| 31   | Liechtenstein | 13.500 | 0      | [Note LIE] |
| 32   | Slovenia      | 13.000 | 1      |            |
| 33   | Hungary       | 12.875 | 1      |            |
| 34   | Luxembourg    | 8.000  | 1      |            |
| 35   | Litva         | 7.875  | 1      |            |
| 36   | Armenia       | 7.625  | 1      |            |
| 37   | Latvia        | 7.625  | 1      |            |

| Hạng | Hiệp hội              | Hệ số | Số đội | Ghi chú |
| ---- | --------------------- | ----- | ------ | ------- |
| 38   | Albania               | 7.375 | 1      |         |
| 39   | Bắc Macedonia         | 7.375 | 1      |         |
| 40   | Bosnia và Herzegovina | 6.875 | 1      |         |
| 41   | Moldova               | 6.750 | 1      |         |
| 42   | Cộng hòa Ireland      | 6.700 | 1      |         |
| 43   | Phần Lan              | 6.500 | 1      |         |
| 44   | Gruzia                | 5.750 | 1      |         |
| 45   | Malta                 | 5.750 | 1      |         |
| 46   | Iceland               | 5.375 | 1      |         |
| 47   | Wales                 | 5.000 | 1      |         |
| 48   | Bắc Ireland           | 4.875 | 1      |         |
| 49   | Gibraltar             | 4.750 | 1      |         |
| 50   | Montenegro            | 4.375 | 1      |         |
| 51   | Estonia               | 4.375 | 1      |         |
| 52   | Kosovo                | 4.000 | 1      |         |
| 53   | Quần đảo Faroe        | 3.750 | 1      |         |
| 54   | Andorra               | 2.831 | 1      |         |
| 55   | San Marino            | 0.666 | 1      |         |

### Phân phối
Sau đây là danh sách tham dự cho mùa giải này.
|                                  |                                    | Các đội tham dự vào vòng đấu này | Các đội đi tiếp từ vòng đấu trước                                                                                 |
| -------------------------------- | ---------------------------------- | --- | --- |
| Vòng sơ loại (4 đội)             | Vòng sơ loại (4 đội)               | - 4 đội vô địch từ các hiệp hội 52–55 | |
| Vòng loại thứ nhất (32 đội)      | Vòng loại thứ nhất (32 đội)        | - 31 đội vô địch từ các hiệp hội 20–51 (trừ Liechtenstein)[Note LIE] | - 1 đội thắng từ vòng sơ loại                                                                                     |
| Vòng loại thứ hai (26 đội)       | Nhóm các đội vô địch (20 đội)      | - 4 đội vô địch từ các hiệp hội 16–19 | - 16 đội thắng từ vòng loại thứ nhất                                                                              |
| Vòng loại thứ hai (26 đội)       | Nhóm các đội không vô địch (6 đội) | - 6 đội á quân từ các hiệp hội 10–15 | |
| Vòng loại thứ ba (20 đội)        | Nhóm các đội vô địch (12 đội)      | - 2 đội vô địch từ các hiệp hội 14–15 | - 10 đội thắng từ vòng loại thứ hai (Nhóm các đội vô địch)                                                        |
| Vòng loại thứ ba (20 đội)        | Nhóm các đội không vô địch (8 đội) | - 3 đội á quân từ các hiệp hội 7–9 - 2 đội đứng thứ ba từ các hiệp hội 5–6 | - 3 đội thắng từ vòng loại thứ hai (Nhóm các đội không vô địch)                                                   |
| Vòng play-off (12 đội)           | Nhóm các đội vô địch (8 đội)       | - 2 đội vô địch từ các hiệp hội 12–13 | - 6 đội thắng từ vòng loại thứ ba (Nhóm các đội vô địch)                                                          |
| Vòng play-off (12 đội)           | Nhóm các đội không vô địch (4 đội) | | - 4 đội thắng từ vòng loại thứ ba (Nhóm các đội không vô địch)                                                    |
| Vòng bảng (32 đội)               | Vòng bảng (32 đội)                 | - Đương kim vô địch Europa League - 11 đội vô địch từ các hiệp hội 1–11 - 6 đội á quân từ các hiệp hội 1–6 - 4 đội đứng thứ ba từ các hiệp hội 1–4 - 4 đội đứng thứ tư từ các hiệp hội 1–4 | - 4 đội thắng từ vòng play-off (Nhóm các đội vô địch) - 2 đội thắng từ vòng play-off (Nhóm các đội không vô địch) |
| Vòng đấu loại trực tiếp (16 đội) | Vòng đấu loại trực tiếp (16 đội)   | | - 8 đội nhất bảng từ vòng bảng - 8 đội nhì bảng từ vòng bảng                                                      |

### Các đội bóng
Các ký tự trong ngoặc thể hiện cách mỗi đội lọt vào vị trí của vòng đấu bắt đầu:
- TH: Đương kim vô địch Champions League
- EL: Đương kim vô địch Europa League
- 1st, 2nd, 3rd, 4th, v.v.: Vị trí giải vô địch quốc gia của mùa giải trước
- Abd-: Vị trí giải vô địch quốc gia của mùa giải bị hủy bỏ do đại dịch COVID-19 ở châu Âu theo quyết định của hiệp hội quốc gia; tất cả các đội phải được UEFA phê duyệt theo nguyên tắc cho việc tham dự các giải đấu châu Âu để đối phó với đại dịch COVID-19.[11]

Vòng loại thứ hai, vòng loại thứ ba và vòng play-off được chia làm Nhóm các đội vô địch (CH) và Nhóm các đội không vô địch (LP).
| Vòng đấu tham dự   | Vòng đấu tham dự   | Đội                            | Đội                          | Đội                         | Đội                      |
| ------------------ | ------------------ | ------------------------------ | ---------------------------- | --------------------------- | ------------------------ |
| Vòng bảng          | Vòng bảng          | Chelsea (4th)TH                | Villarreal (7th)EL           | Atlético Madrid (1st)       | Real Madrid (2nd)        |
| Vòng bảng          | Vòng bảng          | Barcelona (3rd)                | Sevilla (4th)                | Manchester City (1st)       | Manchester United (2nd)  |
| Vòng bảng          | Vòng bảng          | Liverpool (3rd)                | Bayern Munich (1st)          | RB Leipzig (2nd)            | Borussia Dortmund (3rd)  |
| Vòng bảng          | Vòng bảng          | VfL Wolfsburg (4th)            | Inter Milan (1st)            | A.C. Milan (2nd)            | Atalanta (3rd)           |
| Vòng bảng          | Vòng bảng          | Juventus (4th)                 | Lille (1st)                  | Paris Saint-Germain (2nd)   | Sporting CP (1st)        |
| Vòng bảng          | Vòng bảng          | Porto (2nd)                    | Zenit Saint Petersburg (1st) | Club Brugge (1st)           | Dynamo Kyiv (1st)        |
| Vòng bảng          | Vòng bảng          | Ajax (1st)                     | Beşiktaş (1st)               |                             |                          |
|                    |                    |                                |                              |                             |                          |
| Vòng play-off      | CH                 | Red Bull Salzburg (1st)        | Brøndby (1st)                |                             |                          |
|                    |                    |                                |                              |                             |                          |
| Vòng loại thứ ba   | CH                 | Rangers (1st)                  | Slavia Prague (1st)          |                             |                          |
| Vòng loại thứ ba   | LP                 | Monaco (3rd)                   | Benfica (3rd)                | Spartak Moscow (2nd)        | Genk (2nd)               |
| Vòng loại thứ ba   | LP                 | Shakhtar Donetsk (2nd)         |                              |                             |                          |
|                    |                    |                                |                              |                             |                          |
| Vòng loại thứ hai  | CH                 | Omonia (1st)                   | Young Boys (1st)             | Olympiacos (1st)            | Red Star Belgrade (1st)  |
| Vòng loại thứ hai  | LP                 | PSV Eindhoven (2nd)            | Galatasaray (2nd)            | Rapid Wien (2nd)            | Midtjylland (2nd)        |
| Vòng loại thứ hai  | LP                 | Celtic (2nd)                   | Sparta Prague (2nd)          |                             |                          |
|                    |                    |                                |                              |                             |                          |
| Vòng loại thứ nhất | Vòng loại thứ nhất | Dinamo Zagreb (1st)            | Malmö FF (1st)               | Bodø/Glimt (1st)            | Maccabi Haifa (1st)      |
| Vòng loại thứ nhất | Vòng loại thứ nhất | Kairat (1st)                   | Shakhtyor Soligorsk (1st)    | Neftçi Baku (1st)           | Ludogorets Razgrad (1st) |
| Vòng loại thứ nhất | Vòng loại thứ nhất | CFR Cluj (1st)                 | Legia Warsaw (1st)           | Slovan Bratislava (1st)     | Mura (1st)               |
| Vòng loại thứ nhất | Vòng loại thứ nhất | Ferencváros (1st)              | Fola Esch (1st)              | Žalgiris (1st)              | Alashkert (1st)          |
| Vòng loại thứ nhất | Vòng loại thứ nhất | Riga (1st)                     | Teuta (1st)                  | Shkëndija (1st)             | Borac Banja Luka (1st)   |
| Vòng loại thứ nhất | Vòng loại thứ nhất | Sheriff Tiraspol (1st)         | Shamrock Rovers (1st)        | HJK (1st)                   | Dinamo Tbilisi (1st)     |
| Vòng loại thứ nhất | Vòng loại thứ nhất | Hibernians (Abd-2nd)[Note MLT] | Valur (Abd-1st)[Note ISL]    | Connah's Quay Nomads (1st)  | Linfield (1st)           |
| Vòng loại thứ nhất | Vòng loại thứ nhất | Lincoln Red Imps (1st)         | Budućnost Podgorica (1st)    | Flora (1st)                 |                          |
|                    |                    |                                |                              |                             |                          |
| Vòng sơ loại       | Vòng sơ loại       | Prishtina (1st)                | HB (1st)                     | Inter Club d'Escaldes (1st) | Folgore (1st)            |

Ghi chú
1. ^ Iceland (ISL): Úrvalsdeild 2020 bị hủy bỏ do đại dịch COVID-19 ở Iceland. Đội đứng đầu của giải tại thời điểm hủy bỏ dựa trên số điểm trung bình mỗi trận mà mỗi đội thi đấu, Valur (đội được công nhận vô địch), được lựa chọn để thi đấu ở UEFA Champions League 2021-22 bởi Hiệp hội bóng đá Iceland.[12]
2. ^ Liechtenstein (LIE): Tất cả bảy đội bóng thuộc Hiệp hội bóng đá Liechtenstein (LFV) đều thi đấu ở hệ thống giải đấu bóng đá Thụy Sĩ. Giải đấu duy nhất do LFV tổ chức là Cúp bóng đá Liechtenstein – giải mà đội vô địch lọt vào UEFA Europa Conference League.
3. ^ Malta (MLT): Giải bóng đá Ngoại hạng Malta 2020-21 bị hủy bỏ do đại dịch COVID-19 ở Malta. Đội đứng đầu của giải tại thời điểm hủy bỏ, Ħamrun Spartans, được công nhận vô địch nhưng sau đó bị cấm thi đấu ở các giải đấu châu Âu vì dàn xếp tỷ số. Do đó, đội đứng thứ hai Hibernians được lựa chọn để thi đấu ở UEFA Champions League 2021-22 bởi Hiệp hội bóng đá Malta.[13][14][15]

## Lịch thi đấu
Lịch thi đấu của giải đấu như sau. Tất cả các trận đấu diễn ra vào Thứ Ba và Thứ Tư ngoại trừ trận chung kết vòng sơ loại diễn ra vào Thứ Sáu, và trận chung kết diễn ra vào Thứ Bảy. Lượt về vòng loại thứ ba chỉ được diễn ra vào Thứ Ba do trận Siêu cúp châu Âu 2021 vào ngày Thứ Tư hôm sau. Thời gian diễn ra trận đấu bắt đầu từ vòng play-off là 18:45 (thay vì 18:55 như trước đây) và 21:00 CEST/CET.
Tất cả các lễ bốc thăm bắt đầu lúc 12:00 CEST/CET và được tổ chức tại trụ sở UEFA ở Nyon, Thụy Sĩ, trừ lễ bốc thăm vòng bảng vào ngày 26 tháng 8 năm 2021 được tổ chức ở Istanbul, Thổ Nhĩ Kỳ và bắt đầu lúc 18:00 CEST.
| Giai đoạn               | Vòng               | Ngày bốc thăm        | Lượt đi                                              | Lượt về                                              |
| ----------------------- | ------------------ | -------------------- | ---------------------------------------------------- | ---------------------------------------------------- |
| Vòng loại               | Vòng sơ loại       | 8 tháng 6 năm 2021   | 22 tháng 6 năm 2021 (bán kết)                        | 25 tháng 6 năm 2021 (chung kết)                      |
| Vòng loại               | Vòng loại thứ nhất | 15 tháng 6 năm 2021  | 6–7 tháng 7 năm 2021                                 | 13–14 tháng 7 năm 2021                               |
| Vòng loại               | Vòng loại thứ hai  | 16 tháng 6 năm 2021  | 20–21 tháng 7 năm 2021                               | 27–28 tháng 7 năm 2021                               |
| Vòng loại               | Vòng loại thứ ba   | 19 tháng 7 năm 2021  | 3–4 tháng 8 năm 2021                                 | 10 tháng 8 năm 2021                                  |
| Vòng loại               | Vòng play-off      | 2 tháng 8 năm 2021   | 17–18 tháng 8 năm 2021                               | 24–25 tháng 8 năm 2021                               |
| Vòng bảng               | Lượt trận 1        | 26 tháng 8 năm 2021  | 14–15 tháng 9 năm 2021                               | 14–15 tháng 9 năm 2021                               |
| Vòng bảng               | Lượt trận 2        | 26 tháng 8 năm 2021  | 28–29 tháng 9 năm 2021                               | 28–29 tháng 9 năm 2021                               |
| Vòng bảng               | Lượt trận 3        | 26 tháng 8 năm 2021  | 19–20 tháng 10 năm 2021                              | 19–20 tháng 10 năm 2021                              |
| Vòng bảng               | Lượt trận 4        | 26 tháng 8 năm 2021  | 2–3 tháng 11 năm 2021                                | 2–3 tháng 11 năm 2021                                |
| Vòng bảng               | Lượt trận 5        | 26 tháng 8 năm 2021  | 23–24 tháng 11 năm 2021                              | 23–24 tháng 11 năm 2021                              |
| Vòng bảng               | Lượt trận 6        | 26 tháng 8 năm 2021  | 7–8 tháng 12 năm 2021                                | 7–8 tháng 12 năm 2021                                |
| Vòng đấu loại trực tiếp | Vòng 16 đội        | 13 tháng 12 năm 2021 | 15–16 & 22–23 tháng 2 năm 2022                       | 8–9 & 15–16 tháng 3 năm 2022                         |
| Vòng đấu loại trực tiếp | Tứ kết             | 18 tháng 3 năm 2022  | 5–6 tháng 4 năm 2022                                 | 12–13 tháng 4 năm 2022                               |
| Vòng đấu loại trực tiếp | Bán kết            | 18 tháng 3 năm 2022  | 26–27 tháng 4 năm 2022                               | 3–4 tháng 5 năm 2022                                 |
| Vòng đấu loại trực tiếp | Chung kết          | 18 tháng 3 năm 2022  | 28 tháng 5 năm 2022 tại Stade de France, Saint-Denis | 28 tháng 5 năm 2022 tại Stade de France, Saint-Denis |

## Vòng loại

### Vòng sơ loại
Lễ bốc thăm cho vòng sơ loại được tổ chức vào ngày 8 tháng 6 năm 2021, lúc 12:00 CEST.
Các trận đấu vòng sơ loại, bao gồm hai trận bán kết vào ngày 22 tháng 6 năm 2021 và trận chung kết vào ngày 25 tháng 6 năm 2021, ban đầu dự kiến được diễn ra tại Gundadalur, Tórshavn ở Quần đảo Faroe, nhưng được dời đi do những hạn chế liên quan đến đại dịch COVID-19 ở Quần đảo Faroe. Các trận đấu được diễn ra ở Albania, với các trận bán kết được diễn ra tại Sân vận động Elbasan, Elbasan và Sân vận động Niko Dovana, Durrës, và trận chung kết được diễn ra tại Sân vận động Elbasan.
Đội thắng của trận chung kết, Prishtina, đi tiếp vào vòng loại thứ nhất. Đội thua của vòng bán kết và trận chung kết được chuyển qua vòng loại thứ hai Europa Conference League Nhóm các đội vô địch.
| Đội 1       | Tỉ số | Đội 2                 |
| ----------- | ----- | --------------------- |
| Folgore     | 0–2   | Prishtina             |
| HB Tórshavn | 0–1   | Inter Club d'Escaldes |

| Đội 1     | Tỉ số | Đội 2                 |
| --------- | ----- | --------------------- |
| Prishtina | 2–0   | Inter Club d'Escaldes |

### Vòng loại thứ nhất
Lễ bốc thăm cho vòng loại thứ nhất được tổ chức vào ngày 15 tháng 6 năm 2021, lúc 12:00 CEST.
Lượt đi được diễn ra vào ngày 6 và 7 tháng 7, và lượt về được diễn ra vào ngày 13 và 14 tháng 7 năm 2021.
Đội thắng của các cặp đấu đi tiếp vào vòng loại thứ hai Nhóm các đội vô địch. Đội thua được chuyển qua vòng loại thứ hai Europa Conference League Nhóm các đội vô địch.
| Đội 1                | TTS | Đội 2               | Lượt đi | Lượt về      |
| -------------------- | --- | ------------------- | ------- | ------------ |
| Fola Esch            | 2–7 | Lincoln Red Imps    | 2–2     | 0–5          |
| Slovan Bratislava    | 3–2 | Shamrock Rovers     | 2–0     | 1–2          |
| Malmö FF             | 2–1 | Riga                | 1–0     | 1–1          |
| Bodø/Glimt           | 2–5 | Legia Warsaw        | 2–3     | 0–2          |
| Connah's Quay Nomads | 2–3 | Alashkert           | 2–2     | 0–1 (s.h.p.) |
| HJK                  | 7–1 | Budućnost Podgorica | 3–1     | 4–0          |
| CFR Cluj             | 4–3 | Borac Banja Luka    | 3–1     | 1–2 (s.h.p.) |
| Shkëndija            | 0–6 | Mura                | 0–1     | 0–5          |
| Teuta                | 0–5 | Sheriff Tiraspol    | 0–4     | 0–1          |
| Dinamo Tbilisi       | 2–4 | Neftçi Baku         | 1–2     | 1–2          |
| Maccabi Haifa        | 1–3 | Kairat              | 1–1     | 0–2          |
| Ludogorets Razgrad   | 2–0 | Shakhtyor Soligorsk | 1–0     | 1–0          |
| Ferencváros          | 6–1 | Prishtina           | 3–0     | 3–1          |
| Žalgiris             | 5–2 | Linfield            | 3–1     | 2–1          |
| Flora                | 5–0 | Hibernians          | 2–0     | 3–0          |
| Dinamo Zagreb        | 5–2 | Valur               | 3–2     | 2–0          |

Ghi chú
1. ↑  Đội thua được bốc thăm để nhận suất vào thẳng đến vòng loại thứ ba Europa Conference League.

### Vòng loại thứ hai
Lễ bốc thăm cho vòng loại thứ hai được tổ chức vào ngày 16 tháng 6 năm 2021, lúc 12:00 CEST.
Lượt đi được diễn ra vào ngày 20 và 21 tháng 7, và lượt về được diễn ra vào ngày 27 và 28 tháng 7 năm 2021.
Đội thắng của các cặp đấu đi tiếp vào vòng loại thứ ba của nhóm tương ứng của các đội. Đội thua thuộc Nhóm các đội vô địch được chuyển qua vòng loại thứ ba Europa League Nhóm các đội vô địch, trong khi đội thua thuộc Nhóm các đội không vô địch được chuyển qua vòng loại thứ ba Europa League Nhóm chính.
| Đội 1             | TTS | Đội 2              | Lượt đi | Lượt về |
| ----------------- | --- | ------------------ | ------- | ------- |
| Dinamo Zagreb     | 3–0 | Omonia             | 2–0     | 1–0     |
| Slovan Bratislava | 2–3 | Young Boys         | 0–0     | 2–3     |
| Legia Warsaw      | 3–1 | Flora              | 2–1     | 1–0     |
| Alashkert         | 1–4 | Sheriff Tiraspol   | 0–1     | 1–3     |
| Olympiacos        | 2–0 | Neftçi Baku        | 1–0     | 1–0     |
| Kairat            | 2–6 | Red Star Belgrade  | 2–1     | 0–5     |
| Lincoln Red Imps  | 1–4 | CFR Cluj           | 1–2     | 0–2     |
| Malmö FF          | 4–3 | HJK                | 2–1     | 2–2     |
| Ferencváros       | 5–1 | Žalgiris           | 2–0     | 3–1     |
| Mura              | 1–3 | Ludogorets Razgrad | 0–0     | 1–3     |

| Đội 1         | TTS | Đội 2         | Lượt đi | Lượt về      |
| ------------- | --- | ------------- | ------- | ------------ |
| Rapid Wien    | 2–3 | Sparta Prague | 2–1     | 0–2          |
| Celtic        | 2–3 | Midtjylland   | 1–1     | 1–2 (s.h.p.) |
| PSV Eindhoven | 7–2 | Galatasaray   | 5–1     | 2–1          |

### Vòng loại thứ ba
Lễ bốc thăm cho vòng loại thứ ba được tổ chức vào ngày 19 tháng 7 năm 2021, lúc 12:00 CEST.
Lượt đi được diễn ra vào ngày 3 và 4 tháng 8, và lượt vể được diễn ra vào ngày 10 tháng 8 năm 2021.
Đội thắng của các cặp đấu đi tiếp vào vòng play-off của nhóm tương ứng của các đội. Đội thua thuộc Nhóm các đội vô địch được chuyển qua vòng play-off Europa League, trong khi đội thua thuộc Nhóm các đội không vô địch được chuyển qua vòng bảng Europa League.
| Đội 1             | TTS         | Đội 2              | Lượt đi | Lượt về      |
| ----------------- | ----------- | ------------------ | ------- | ------------ |
| Dinamo Zagreb     | 2–1         | Legia Warsaw       | 1–1     | 1–0          |
| CFR Cluj          | 2–4         | Young Boys         | 1–1     | 1–3          |
| Olympiacos        | 3–3 (1–4 p) | Ludogorets Razgrad | 1–1     | 2–2 (s.h.p.) |
| Red Star Belgrade | 1–2         | Sheriff Tiraspol   | 1–1     | 0–1          |
| Malmö FF          | 4–2         | Rangers            | 2–1     | 2–1          |
| Ferencváros       | 2–1         | Slavia Prague      | 2–0     | 0–1          |

| Đội 1          | TTS | Đội 2            | Lượt đi | Lượt về |
| -------------- | --- | ---------------- | ------- | ------- |
| PSV Eindhoven  | 4–0 | Midtjylland      | 3–0     | 1–0     |
| Spartak Moscow | 0–4 | Benfica          | 0–2     | 0–2     |
| Genk           | 2–4 | Shakhtar Donetsk | 1–2     | 1–2     |
| Sparta Prague  | 1–5 | Monaco           | 0–2     | 1–3     |

### Vòng play-off
Lễ bốc thăm cho vòng play-off được tổ chức vào ngày 2 tháng 8 năm 2021, lúc 12:00 CEST.
Lượt đi được diễn ra vào ngày 17 và 18 tháng 8, và lượt về được diễn ra vào ngày 24 và 25 tháng 8 năm 2021.
Đội thắng của các cặp đấu đi tiếp vào vòng bảng. Đội thua được chuyển qua vòng bảng Europa League.
| Đội 1             | TTS | Đội 2              | Lượt đi | Lượt về |
| ----------------- | --- | ------------------ | ------- | ------- |
| Red Bull Salzburg | 4–2 | Brøndby            | 2–1     | 2–1     |
| Young Boys        | 6–4 | Ferencváros        | 3–2     | 3–2     |
| Malmö FF          | 3–2 | Ludogorets Razgrad | 2–0     | 1–2     |
| Sheriff Tiraspol  | 3–0 | Dinamo Zagreb      | 3–0     | 0–0     |

| Đội 1   | TTS | Đội 2            | Lượt đi | Lượt về      |
| ------- | --- | ---------------- | ------- | ------------ |
| Monaco  | 2–3 | Shakhtar Donetsk | 0–1     | 2–2 (s.h.p.) |
| Benfica | 2–1 | PSV Eindhoven    | 2–1     | 0–0          |

## Vòng bảng
Lễ bốc thăm cho vòng bảng được tổ chức vào ngày 26 tháng 8 năm 2021, lúc 18:00 CEST (19:00 TRT), ở Istanbul, Thổ Nhĩ Kỳ. 32 đội được bốc thăm vào tám bảng gồm 4 đội. Đối với lễ bốc thăm, các đội được xếp hạt giống vào bốn nhóm, mỗi nhóm gồm 8 đội, dựa trên những nguyên tắc sau:
- Nhóm 1 chứa đội đương kim vô địch Champions League và Europa League, cùng với các đội vô địch của 6 hiệp hội hàng đầu dựa trên hệ số quốc gia UEFA năm 2020 của họ.[9]
- Nhóm 2, 3 và 4 chứa các đội còn lại, được xếp hạt giống dựa trên hệ số câu lạc bộ UEFA năm 2021 của họ.[24]

Các đội từ cùng hiệp hội không thể được bốc thăm vào cùng bảng. Vì lý do chính trị, các đội từ Ukraina và Nga không thể được bốc thăm vào cùng bảng. Trước lễ bốc thăm, UEFA hình thành các cặp gồm các đội từ cùng hiệp hội (một cặp cho các hiệp hội với 2 hoặc 3 đội, hai cặp cho các hiệp hội với 4 hoặc 5 đội) dựa trên lượng khán giả xem truyền hình, trong đó một đội được bốc thăm vào các Bảng A–D và đội còn lại được bốc thăm vào các Bảng E–H, do đó hai đội thi đấu vào các ngày khác nhau.
Các trận đấu được diễn ra vào ngày 14–15 tháng 9, 28–29 tháng 9, 19–20 tháng 10, 2–3 tháng 11, 23–24 tháng 11 và 7–8 tháng 12 năm 2021. Hai đội đứng đầu của mỗi bảng đi tiếp vào vòng 16 đội. Đội đứng thứ ba được chuyển qua vòng play-off đấu loại trực tiếp Europa League, trong khi đội đứng thứ tư bị loại khỏi các giải đấu châu Âu cho đến hết mùa giải.
Sheriff Tiraspol có lần đầu tiên xuất hiện ở vòng bảng. Họ là đội bóng đầu tiên từ Moldova thi đấu ở vòng bảng Champions League.

### Bảng A
| VT | Đội                 | ST | T | H | B | BT | BB | HS  | Đ  | Giành quyền tham dự      |  | MCI | PAR | RBL | BRU |
| -- | ------------------- | -- | - | - | - | -- | -- | --- | -- | ------------------------ |  | --- | --- | --- | --- |
| 1  | Manchester City     | 6  | 4 | 0 | 2 | 18 | 10 | +8  | 12 | Đi tiếp vào vòng 16 đội  |  | —   | 2–1 | 6–3 | 4–1 |
| 2  | Paris Saint-Germain | 6  | 3 | 2 | 1 | 13 | 8  | +5  | 11 | Đi tiếp vào vòng 16 đội  |  | 2–0 | —   | 3–2 | 4–1 |
| 3  | RB Leipzig          | 6  | 2 | 1 | 3 | 15 | 14 | +1  | 7  | Chuyển qua Europa League |  | 2–1 | 2–2 | —   | 1–2 |
| 4  | Club Brugge         | 6  | 1 | 1 | 4 | 6  | 20 | −14 | 4  |                          |  | 1–5 | 1–1 | 0–5 | —   |

### Bảng B
| VT | Đội             | ST | T | H | B | BT | BB | HS  | Đ  | Giành quyền tham dự      |  | LIV | ATM | POR | MIL |
| -- | --------------- | -- | - | - | - | -- | -- | --- | -- | ------------------------ |  | --- | --- | --- | --- |
| 1  | Liverpool       | 6  | 6 | 0 | 0 | 17 | 6  | +11 | 18 | Đi tiếp vào vòng 16 đội  |  | —   | 2–0 | 2–0 | 3–2 |
| 2  | Atlético Madrid | 6  | 2 | 1 | 3 | 7  | 8  | −1  | 7  | Đi tiếp vào vòng 16 đội  |  | 2–3 | —   | 0–0 | 0–1 |
| 3  | Porto           | 6  | 1 | 2 | 3 | 4  | 11 | −7  | 5  | Chuyển qua Europa League |  | 1–5 | 1–3 | —   | 1–0 |
| 4  | Milan           | 6  | 1 | 1 | 4 | 6  | 9  | −3  | 4  |                          |  | 1–2 | 1–2 | 1–1 | —   |

### Bảng C
| VT | Đội               | ST | T | H | B | BT | BB | HS  | Đ  | Giành quyền tham dự      |  | AJX | SPO | DOR | BES |
| -- | ----------------- | -- | - | - | - | -- | -- | --- | -- | ------------------------ |  | --- | --- | --- | --- |
| 1  | Ajax              | 6  | 6 | 0 | 0 | 20 | 5  | +15 | 18 | Đi tiếp vào vòng 16 đội  |  | —   | 4–2 | 4–0 | 2–0 |
| 2  | Sporting CP       | 6  | 3 | 0 | 3 | 14 | 12 | +2  | 9  | Đi tiếp vào vòng 16 đội  |  | 1–5 | —   | 3–1 | 4–0 |
| 3  | Borussia Dortmund | 6  | 3 | 0 | 3 | 10 | 11 | −1  | 9  | Chuyển qua Europa League |  | 1–3 | 1–0 | —   | 5–0 |
| 4  | Beşiktaş          | 6  | 0 | 0 | 6 | 3  | 19 | −16 | 0  |                          |  | 1–2 | 1–4 | 1–2 | —   |

1. 1 2  Điểm đối đầu: Sporting CP 3, Borussia Dortmund 3. Hiệu số bàn thắng thua đối đầu: Sporting CP +1, Borussia Dortmund –1.

### Bảng D
| VT | Đội              | ST | T | H | B | BT | BB | HS  | Đ  | Giành quyền tham dự      |  | RMA | INT | SHE | SHK |
| -- | ---------------- | -- | - | - | - | -- | -- | --- | -- | ------------------------ |  | --- | --- | --- | --- |
| 1  | Real Madrid      | 6  | 5 | 0 | 1 | 14 | 3  | +11 | 15 | Đi tiếp vào vòng 16 đội  |  | —   | 2–0 | 1–2 | 2–1 |
| 2  | Inter Milan      | 6  | 3 | 1 | 2 | 8  | 5  | +3  | 10 | Đi tiếp vào vòng 16 đội  |  | 0–1 | —   | 3–1 | 2–0 |
| 3  | Sheriff Tiraspol | 6  | 2 | 1 | 3 | 7  | 11 | −4  | 7  | Chuyển qua Europa League |  | 0–3 | 1–3 | —   | 2–0 |
| 4  | Shakhtar Donetsk | 6  | 0 | 2 | 4 | 2  | 12 | −10 | 2  |                          |  | 0–5 | 0–0 | 1–1 | —   |

### Bảng E
| VT | Đội           | ST | T | H | B | BT | BB | HS  | Đ  | Giành quyền tham dự      |  | BAY | BEN | BAR | DKV |
| -- | ------------- | -- | - | - | - | -- | -- | --- | -- | ------------------------ |  | --- | --- | --- | --- |
| 1  | Bayern Munich | 6  | 6 | 0 | 0 | 22 | 3  | +19 | 18 | Đi tiếp vào vòng 16 đội  |  | —   | 5–2 | 3–0 | 5–0 |
| 2  | Benfica       | 6  | 2 | 2 | 2 | 7  | 9  | −2  | 8  | Đi tiếp vào vòng 16 đội  |  | 0–4 | —   | 3–0 | 2–0 |
| 3  | Barcelona     | 6  | 2 | 1 | 3 | 2  | 9  | −7  | 7  | Chuyển qua Europa League |  | 0–3 | 0–0 | —   | 1–0 |
| 4  | Dynamo Kyiv   | 6  | 0 | 1 | 5 | 1  | 11 | −10 | 1  |                          |  | 1–2 | 0–0 | 0–1 | —   |

### Bảng F
| VT | Đội               | ST | T | H | B | BT | BB | HS | Đ  | Giành quyền tham dự      |  | MUN | VIL | ATA | YB  |
| -- | ----------------- | -- | - | - | - | -- | -- | -- | -- | ------------------------ |  | --- | --- | --- | --- |
| 1  | Manchester United | 6  | 3 | 2 | 1 | 11 | 8  | +3 | 11 | Đi tiếp vào vòng 16 đội  |  | —   | 2–1 | 3–2 | 1–1 |
| 2  | Villarreal        | 6  | 3 | 1 | 2 | 12 | 9  | +3 | 10 | Đi tiếp vào vòng 16 đội  |  | 0–2 | —   | 2–2 | 2–0 |
| 3  | Atalanta          | 6  | 1 | 3 | 2 | 12 | 13 | −1 | 6  | Chuyển qua Europa League |  | 2–2 | 2–3 | —   | 1–0 |
| 4  | Young Boys        | 6  | 1 | 2 | 3 | 7  | 12 | −5 | 5  |                          |  | 2–1 | 1–4 | 3–3 | —   |

### Bảng G
| VT | Đội               | ST | T | H | B | BT | BB | HS | Đ  | Giành quyền tham dự      |  | LOSC | SAL | SEV | WOL |
| -- | ----------------- | -- | - | - | - | -- | -- | -- | -- | ------------------------ |  | ---- | --- | --- | --- |
| 1  | Lille             | 6  | 3 | 2 | 1 | 7  | 4  | +3 | 11 | Đi tiếp vào vòng 16 đội  |  | —    | 1–0 | 0–0 | 0–0 |
| 2  | Red Bull Salzburg | 6  | 3 | 1 | 2 | 8  | 6  | +2 | 10 | Đi tiếp vào vòng 16 đội  |  | 2–1  | —   | 1–0 | 3–1 |
| 3  | Sevilla           | 6  | 1 | 3 | 2 | 5  | 5  | 0  | 6  | Chuyển qua Europa League |  | 1–2  | 1–1 | —   | 2–0 |
| 4  | VfL Wolfsburg     | 6  | 1 | 2 | 3 | 5  | 10 | −5 | 5  |                          |  | 1–3  | 2–1 | 1–1 | —   |

### Bảng H
| VT | Đội                    | ST | T | H | B | BT | BB | HS  | Đ  | Giành quyền tham dự      |  | JUV | CHE | ZEN | MAL |
| -- | ---------------------- | -- | - | - | - | -- | -- | --- | -- | ------------------------ |  | --- | --- | --- | --- |
| 1  | Juventus               | 6  | 5 | 0 | 1 | 10 | 6  | +4  | 15 | Đi tiếp vào vòng 16 đội  |  | —   | 1–0 | 4–2 | 1–0 |
| 2  | Chelsea                | 6  | 4 | 1 | 1 | 13 | 4  | +9  | 13 | Đi tiếp vào vòng 16 đội  |  | 4–0 | —   | 1–0 | 4–0 |
| 3  | Zenit Saint Petersburg | 6  | 1 | 2 | 3 | 10 | 10 | 0   | 5  | Chuyển qua Europa League |  | 0–1 | 3–3 | —   | 4–0 |
| 4  | Malmö FF               | 6  | 0 | 1 | 5 | 1  | 14 | −13 | 1  |                          |  | 0–3 | 0–1 | 1–1 | —   |

## Vòng đấu loại trực tiếp
Ở vòng đấu loại trực tiếp, các đội đối đầu với nhau qua hai lượt trận trên sân nhà và sân khách, ngoại trừ trận chung kết một trận.
Cơ chế của lễ bốc thăm cho mỗi vòng như sau:
- Ở lễ bốc thăm cho vòng 16 đội, tám đội nhất bảng được xếp vào nhóm hạt giống, và tám đội nhì bảng được xếp vào nhóm không hạt giống. Các đội hạt giống được bốc thăm để đấu với các đội không hạt giống, với các đội hạt giống tổ chức trận lượt về. Các đội từ cùng bảng hoặc cùng hiệp hội không thể được bốc thăm để đấu với nhau.
- Ở lễ bốc thăm cho vòng tứ kết và bán kết, không có đội hạt giống nào, và các đội từ cùng bảng hoặc cùng hiệp hội có thể được bốc thăm để đấu với nhau. Do lễ bốc thăm cho vòng tứ kết và bán kết được tổ chức cùng nhau trước khi vòng tứ kết được diễn ra, danh tính của các đội thắng tứ kết không được biết tại thời điểm bốc thăm bán kết. Một lượt bốc thăm cũng được tổ chức để xác định đội thắng bán kết nào được chỉ định là đội "nhà" cho trận chung kết (vì mục đích hành chính do trận đấu được diễn ra tại một địa điểm trung lập).

### Nhánh đấu
|  | Vòng 16 đội         | Vòng 16 đội          | Vòng 16 đội | Vòng 16 đội |                          |           | Tứ kết    | Tứ kết | Tứ kết | Tứ kết |  |  | Bán kết | Bán kết | Bán kết | Bán kết |  |  | Chung kết | Chung kết | Chung kết | Chung kết |
|  |                     |                      |             |             |                          |           |           |        |        |        |  |  |         |         |         |         |  |  |           |           |           |           |
|  |                     |                      |             |             |                          |           |           |        |        |        |  |  |         |         |         |         |  |  |           |           |           |           |
|  |                     |                      |             |             |                          |           |           |        |        |        |  |  |         |         |         |         |  |  |           |           |           |           |
|  | Benfica             | 2                    | 1           | 3           |                          |           |           |        |        |        |  |  |         |         |         |         |  |  |           |           |           |           |
|  | Benfica             | 2                    | 1           | 3           |                          |           |           |        |        |        |  |  |         |         |         |         |  |  |           |           |           |           |
|  | Ajax                | 2                    | 0           | 2           |                          |           |           |        |        |        |  |  |         |         |         |         |  |  |           |           |           |           |
|  | Ajax                | 2                    | 0           | 2           | Benfica                  | 1         | 3         | 4      |        |        |  |  |         |         |         |         |  |  |           |           |           |           |
|  |                     |                      |             |             | Benfica                  | 1         | 3         | 4      |        |        |  |  |         |         |         |         |  |  |           |           |           |           |
|  |                     | Liverpool            | 3           | 3           | 6                        |           |           |        |        |        |  |  |         |         |         |         |  |  |           |           |           |           |
|  | Inter Milan         | Liverpool            | 3           | 3           | 6                        | 0         | 1         | 1      |        |        |  |  |         |         |         |         |  |  |           |           |           |           |
|  | Inter Milan         |                      |             |             |                          | 0         | 1         | 1      |        |        |  |  |         |         |         |         |  |  |           |           |           |           |
|  | Liverpool           | 2                    | 0           | 2           |                          |           |           |        |        |        |  |  |         |         |         |         |  |  |           |           |           |           |
|  | Liverpool           | 2                    | 0           | 2           | Liverpool                | 2         | 3         | 5      |        |        |  |  |         |         |         |         |  |  |           |           |           |           |
|  |                     |                      |             |             | Liverpool                | 2         | 3         | 5      |        |        |  |  |         |         |         |         |  |  |           |           |           |           |
|  |                     | Villarreal           | 0           | 2           | 2                        |           |           |        |        |        |  |  |         |         |         |         |  |  |           |           |           |           |
|  | Villarreal          | Villarreal           | 0           | 2           | 2                        | 1         | 3         | 4      |        |        |  |  |         |         |         |         |  |  |           |           |           |           |
|  | Villarreal          |                      |             |             |                          | 1         | 3         | 4      |        |        |  |  |         |         |         |         |  |  |           |           |           |           |
|  | Juventus            | 1                    | 0           | 1           |                          |           |           |        |        |        |  |  |         |         |         |         |  |  |           |           |           |           |
|  | Juventus            | 1                    | 0           | 1           | Villarreal               | 1         | 1         | 2      |        |        |  |  |         |         |         |         |  |  |           |           |           |           |
|  |                     |                      |             |             | Villarreal               | 1         | 1         | 2      |        |        |  |  |         |         |         |         |  |  |           |           |           |           |
|  |                     | Bayern Munich        | 0           | 1           | 1                        |           |           |        |        |        |  |  |         |         |         |         |  |  |           |           |           |           |
|  | Red Bull Salzburg   | Bayern Munich        | 0           | 1           | 1                        | 1         | 1         | 2      |        |        |  |  |         |         |         |         |  |  |           |           |           |           |
|  | Red Bull Salzburg   |                      |             |             | 28 tháng 5 – Saint-Denis | 1         | 1         | 2      |        |        |  |  |         |         |         |         |  |  |           |           |           |           |
|  | Bayern Munich       | 1                    | 7           | 8           |                          |           |           |        |        |        |  |  |         |         |         |         |  |  |           |           |           |           |
|  | Bayern Munich       | 1                    | 7           | 8           | Liverpool                | Liverpool | Liverpool | 0      |        |        |  |  |         |         |         |         |  |  |           |           |           |           |
|  |                     |                      |             |             | Liverpool                | Liverpool | Liverpool | 0      |        |        |  |  |         |         |         |         |  |  |           |           |           |           |
|  |                     | Real Madrid          | Real Madrid | Real Madrid | 1                        |           |           |        |        |        |  |  |         |         |         |         |  |  |           |           |           |           |
|  | Sporting CP         | Real Madrid          | Real Madrid | Real Madrid | 1                        | 0         | 0         | 0      |        |        |  |  |         |         |         |         |  |  |           |           |           |           |
|  | Sporting CP         |                      |             |             |                          | 0         | 0         | 0      |        |        |  |  |         |         |         |         |  |  |           |           |           |           |
|  | Manchester City     | 5                    | 0           | 5           |                          |           |           |        |        |        |  |  |         |         |         |         |  |  |           |           |           |           |
|  | Manchester City     | 5                    | 0           | 5           | Manchester City          | 1         | 0         | 1      |        |        |  |  |         |         |         |         |  |  |           |           |           |           |
|  |                     |                      |             |             | Manchester City          | 1         | 0         | 1      |        |        |  |  |         |         |         |         |  |  |           |           |           |           |
|  |                     | Atlético Madrid      | 0           | 0           | 0                        |           |           |        |        |        |  |  |         |         |         |         |  |  |           |           |           |           |
|  | Atlético Madrid     | Atlético Madrid      | 0           | 0           | 0                        | 1         | 1         | 2      |        |        |  |  |         |         |         |         |  |  |           |           |           |           |
|  | Atlético Madrid     |                      |             |             |                          | 1         | 1         | 2      |        |        |  |  |         |         |         |         |  |  |           |           |           |           |
|  | Manchester United   | 1                    | 0           | 1           |                          |           |           |        |        |        |  |  |         |         |         |         |  |  |           |           |           |           |
|  | Manchester United   | 1                    | 0           | 1           | Manchester City          | 4         | 1         | 5      |        |        |  |  |         |         |         |         |  |  |           |           |           |           |
|  |                     |                      |             |             | Manchester City          | 4         | 1         | 5      |        |        |  |  |         |         |         |         |  |  |           |           |           |           |
|  |                     | Real Madrid (s.h.p.) | 3           | 3           | 6                        |           |           |        |        |        |  |  |         |         |         |         |  |  |           |           |           |           |
|  | Chelsea             | Real Madrid (s.h.p.) | 3           | 3           | 6                        | 2         | 2         | 4      |        |        |  |  |         |         |         |         |  |  |           |           |           |           |
|  | Chelsea             |                      |             |             |                          | 2         | 2         | 4      |        |        |  |  |         |         |         |         |  |  |           |           |           |           |
|  | Lille               | 0                    | 1           | 1           |                          |           |           |        |        |        |  |  |         |         |         |         |  |  |           |           |           |           |
|  | Lille               | 0                    | 1           | 1           | Chelsea                  | 1         | 3         | 4      |        |        |  |  |         |         |         |         |  |  |           |           |           |           |
|  |                     |                      |             |             | Chelsea                  | 1         | 3         | 4      |        |        |  |  |         |         |         |         |  |  |           |           |           |           |
|  |                     | Real Madrid (s.h.p.) | 3           | 2           | 5                        |           |           |        |        |        |  |  |         |         |         |         |  |  |           |           |           |           |
|  | Paris Saint-Germain | Real Madrid (s.h.p.) | 3           | 2           | 5                        | 1         | 1         | 2      |        |        |  |  |         |         |         |         |  |  |           |           |           |           |
|  | Paris Saint-Germain |                      |             |             |                          | 1         | 1         | 2      |        |        |  |  |         |         |         |         |  |  |           |           |           |           |
|  | Real Madrid         | 0                    | 3           | 3           |                          |           |           |        |        |        |  |  |         |         |         |         |  |  |           |           |           |           |
|  | Real Madrid         | 0                    | 3           | 3           |                          |           |           |        |        |        |  |  |         |         |         |         |  |  |           |           |           |           |

### Vòng 16 đội
Lễ bốc thăm cho vòng 16 đội được tổ chức vào ngày 13 tháng 12 năm 2021, ban đầu vào lúc 12:00 CET. Lễ bốc thăm có nhiều điểm bất thường: Manchester United đã bị nhầm lẫn thêm vào trong lượt bốc thăm cho đối thủ của Villarreal (cả hai đội nằm ở bảng F), và sau đó đã được chọn; một quả bóng khác được bốc ra, thay vào đó là Manchester City. Ở trường hợp sau đó, Liverpool đã bị nhầm lẫn thêm vào trong lượt bốc thăm cho đối thủ của Atlético Madrid (cả hai đội nằm ở bảng B), trong khi Manchester United không được bỏ vào. Sau đó, UEFA thông báo kết quả bốc thăm ban đầu đã bị hủy do "sự cố kỹ thuật" với máy tính bốc thăm và được thực hiện lại hoàn toàn vào lúc 15:00 CET.
Các trận lượt đi được diễn ra vào ngày 15, 16, 22 và 23 tháng 2, và các trận lượt về được diễn ra vào ngày 8, 9, 15 và 16 tháng 3 năm 2022.
| Đội 1               | TTS | Đội 2             | Lượt đi | Lượt về |
| ------------------- | --- | ----------------- | ------- | ------- |
| Red Bull Salzburg   | 2–8 | Bayern Munich     | 1–1     | 1–7     |
| Sporting CP         | 0–5 | Manchester City   | 0–5     | 0–0     |
| Benfica             | 3–2 | Ajax              | 2–2     | 1–0     |
| Chelsea             | 4–1 | Lille             | 2–0     | 2–1     |
| Atlético Madrid     | 2–1 | Manchester United | 1–1     | 1–0     |
| Villarreal          | 4–1 | Juventus          | 1–1     | 3–0     |
| Inter Milan         | 1–2 | Liverpool         | 0–2     | 1–0     |
| Paris Saint-Germain | 2–3 | Real Madrid       | 1–0     | 1–3     |

### Tứ kết
Lễ bốc thăm cho vòng tứ kết được tổ chức vào ngày 18 tháng 3 năm 2022, lúc 12:00 CET.
Các trận lượt đi được diễn ra vào ngày 5 và 6 tháng 4, và các trận lượt về được diễn ra vào ngày 12 và 13 tháng 4 năm 2022.
| Đội 1           | TTS | Đội 2           | Lượt đi | Lượt về      |
| --------------- | --- | --------------- | ------- | ------------ |
| Chelsea         | 4–5 | Real Madrid     | 1–3     | 3–2 (s.h.p.) |
| Manchester City | 1–0 | Atlético Madrid | 1–0     | 0–0          |
| Villarreal      | 2–1 | Bayern Munich   | 1–0     | 1–1          |
| Benfica         | 4–6 | Liverpool       | 1–3     | 3–3          |

### Bán kết
Lễ bốc thăm cho vòng bán kết được tổ chức vào ngày 18 tháng 3 năm 2022, lúc 12:00 CET, sau khi bốc thăm tứ kết.
Các trận lượt đi được diễn ra vào ngày 26 và 27 tháng 4, và các trận lượt về được diễn ra vào ngày 3 và 4 tháng 5 năm 2022.
| Đội 1           | TTS | Đội 2       | Lượt đi | Lượt về      |
| --------------- | --- | ----------- | ------- | ------------ |
| Manchester City | 5–6 | Real Madrid | 4–3     | 1–3 (s.h.p.) |
| Liverpool       | 5–2 | Villarreal  | 2–0     | 3–2          |

### Chung kết
Trận chung kết được diễn ra vào ngày 28 tháng 5 năm 2022 tại Stade de France ở Saint-Denis. Một lượt bốc thăm được tổ chức vào ngày 18 tháng 3 năm 2022, sau khi bốc thăm tứ kết và bán kết, để xác định đội "nhà" vì mục đích hành chính.
| Liverpool | 0–1      | Real Madrid    |
| --------- | -------- | -------------- |
|           | Chi tiết | - Vinícius 59' |

## Thống kê
Thống kê không tính đến vòng loại và vòng play-off.

### Các cầu thủ ghi bàn hàng đầu
| Hạng | Cầu thủ            | Đội                 | Số bàn thắng | Số phút đã chơi |
| ---- | ------------------ | ------------------- | ------------ | --------------- |
| 1    | Karim Benzema      | Real Madrid         | 15           | 1106            |
| 2    | Robert Lewandowski | Bayern Munich       | 13           | 876             |
| 3    | Sébastien Haller   | Ajax                | 11           | 668             |
| 4    | Mohamed Salah      | Liverpool           | 8            | 1008            |
| 5    | Christopher Nkunku | RB Leipzig          | 7            | 531             |
| 5    | Riyad Mahrez       | Manchester City     | 7            | 986             |
| 7    | Cristiano Ronaldo  | Manchester United   | 6            | 611             |
| 7    | Darwin Núñez       | Benfica             | 6            | 613             |
| 7    | Kylian Mbappé      | Paris Saint-Germain | 6            | 673             |
| 7    | Leroy Sané         | Bayern Munich       | 6            | 798             |
| 7    | Arnaut Danjuma     | Villarreal          | 6            | 906             |

### Kiến tạo hàng đầu
| Hạng | Cầu thủ                | Đội                 | Số pha kiến tạo | Số phút đã chơi |
| ---- | ---------------------- | ------------------- | --------------- | --------------- |
| 1    | Bruno Fernandes        | Manchester United   | 7               | 520             |
| 2    | Leroy Sané             | Bayern Munich       | 6               | 798             |
| 2    | Vinícius Júnior        | Real Madrid         | 6               | 1199            |
| 4    | Antony                 | Ajax                | 5               | 577             |
| 5    | João Mário             | Benfica             | 4               | 493             |
| 5    | Gerard Moreno          | Villarreal          | 4               | 524             |
| 5    | Kylian Mbappé          | Paris Saint-Germain | 4               | 673             |
| 5    | Kevin De Bruyne        | Manchester City     | 4               | 734             |
| 5    | Trent Alexander-Arnold | Liverpool           | 4               | 794             |
| 5    | Étienne Capoue         | Villarreal          | 4               | 1046            |
| 5    | Luka Modrić            | Real Madrid         | 4               | 1077            |

### Đội hình tiêu biểu của mùa giải
Nhóm nghiên cứu chiến thuật của UEFA lựa chọn các cầu thủ sau đây vào đội hình tiêu biểu của giải đấu.
| VT | Cầu thủ                | Đội                 |
| -- | ---------------------- | ------------------- |
| TM | Thibaut Courtois       | Real Madrid         |
| HV | Trent Alexander-Arnold | Liverpool           |
| HV | Antonio Rüdiger        | Chelsea             |
| HV | Virgil van Dijk        | Liverpool           |
| HV | Andrew Robertson       | Liverpool           |
| TV | Kevin De Bruyne        | Manchester City     |
| TV | Fabinho                | Liverpool           |
| TV | Luka Modrić            | Real Madrid         |
| TĐ | Kylian Mbappé          | Paris Saint-Germain |
| TĐ | Karim Benzema          | Real Madrid         |
| TĐ | Vinícius Júnior        | Real Madrid         |

### Cầu thủ xuất sắc nhất mùa giải
- Karim Benzema ( Real Madrid)[1]

### Cầu thủ trẻ xuất sắc nhất mùa giải
- Vinícius Júnior ( Real Madrid)[34]